# Tsumego
Un tsumego (詰碁) désigne un problème de go, typiquement de « vie et mort ».

## Dénomination
Comme une grande partie du lexique du go, tsumego (詰碁) est un terme japonais.
Littéralement, tsume (詰) signifie « groupe » ou encore « groupé », mais est utilisé plus techniquement au go pour désigner des coups bloquant l'expansion d'un groupe, tandis que go (碁) désigne le jeu de go lui-même (en kanji) ; on peut donc traduire par "go dans des espaces limités".

## Description

### Principe
Le format est en général réduit à une partie du goban et les instructions sont généralement une de ces trois phrases 
- Blanc/Noir vit ;
- Blanc/Noir tue ;
- Blanc/Noir joue, quel est le résultat ?

Parfois (particulièrement dans les recueils pour débutants), il est précisé que « Noir tue par ko » ou que « Blanc vit sans condition » ; inversement, certaines collections de problèmes difficiles, comme le Hatsuyoron, ne contiennent aucune indication sur la nature des problèmes, pas même de savoir qui joue en premier.

### Vie et mort
Un groupe est « vivant » s'il est devenu impossible de le capturer (en supposant des réponses évidentes à une attaque). Ainsi, bien qu'en pratique toutes les façons de vivre ne sont pas équivalentes (le nombre de points formés n'étant par exemple pas le même, ou parce qu'il subsiste plus ou moins de menaces de ko), on considère que l'objectif du problème est atteint si le groupe devant vivre a formé deux yeux, ou a atteint une position de seki.
En revanche, vivre « par ko », c'est-à-dire en supposant qu'une bataille de ko soit gagnée (et donc que l'adversaire ne dispose pas de menaces suffisantes), est une façon de vivre inférieure ; certains problèmes auront ainsi pour énoncé : « Blanc joue et vit par ko » (et il sera alors nécessaire de déterminer le meilleur ko, celui pour lequel, par exemple, c'est à Noir de trouver la première menace).

### Exemples
|  |  |  |  |  |  |  |  |  |
|  |  |  |  |  |  |  |  |  |
|  |  |  |  |  |  |  |  |  |
|  |  |  |  |  |  |  |  |  |
|  |  |  |  |  |  |  |  |  |
|  |  |  |  |  |  |  |  |  |
|  |  |  |  |  |  |  |  |  |
|  |  |  |  |  |  |  |  |  |
|  |  |  |  |  |  |  |  |  |

|  |  |  |  |  |  |  |  |  |
|  |  |  |  |  |  |  |  |  |
|  |  |  |  |  |  |  |  |  |
|  |  |  |  |  |  |  |  |  |
|  |  |  |  |  |  |  |  |  |
|  |  |  |  |  |  |  |  |  |
|  |  |  |  |  |  |  |  |  |
|  |  |  |  |  |  |  |  |  |
|  |  |  |  |  |  |  |  |  |

|  |  |  |  |  |  |  |  |  |
|  |  |  |  |  |  |  |  |  |
|  |  |  |  |  |  |  |  |  |
|  |  |  |  |  |  |  |  |  |
|  |  |  |  |  |  |  |  |  |
|  |  |  |  |  |  |  |  |  |
|  |  |  |  |  |  |  |  |  |
|  |  |  |  |  |  |  |  |  |
|  |  |  |  |  |  |  |  |  |

|  |  |  |  |  |  |  |  |  |
|  |  |  |  |  |  |  |  |  |
|  |  |  |  |  |  |  |  |  |
|  |  |  |  |  |  |  |  |  |
|  |  |  |  |  |  |  |  |  |
|  |  |  |  |  |  |  |  |  |
|  |  |  |  |  |  |  |  |  |
|  |  |  |  |  |  |  |  |  |
|  |  |  |  |  |  |  |  |  |

### Solution
Les solutions traditionnellement décrites sous forme de kifu ne couvrent que les résistances les plus fortes, et n'expliquent généralement pas pourquoi d'autres coups ne « marchent » pas, ce qui peut créer quelque perplexité chez des joueurs n'ayant pas le niveau technique nécessaire ; l'apparition de logiciels permettant d'explorer toutes les variantes, et de sites Internet dédiés au tsumego permettent désormais à tous d'étudier les vastes collections traditionnelles et modernes.

## Popularité
Les problèmes de tsumego sont fréquents dans les colonnes des journaux asiatiques.
Ils sont généralement considérés comme un bon moyen de progresser au go.

## Auteurs de tsumego
Au XXe siècle les auteurs de tsumego les plus réputés sont Kada Katsuji (ja), Maeda Nobuaki (en) et Hashimoto Utarō. Dans les siècles précédents, le plus connu est Inoue Dōsetsu Inseki qui a compilé les tsumego du recueil Igo Hatsuyōron.